# Albany
|  | Per a altres significats, vegeu «Albany (desambiguació)». |

Albany (de l'anglès i pronunciat ['ɑlbəniː]) és la capital de l'estat de Nova York, als Estats Units d'Amèrica. També és la seu del Comtat d'Albany. Situada al comtat d'Albany, la seva població segons el cens de l'any 2000 era de 95.658 persones.

## Orografia
Albany està situada a 42° 39′ 35″ N 73° 46′ 53″ O. Segons el United States Census Bureau, la ciutat té una àrea total de 56,6 km² dels quals 55,5 són terra i només un 1,2 km² corresponen a aigua.
Albany és el nucli principal d'una important àrea metropolitana coneguda com the Albany-Schenectady-Troy Metropolitan Statistical Area (MSA) que es troba en el 56è lloc entre les àrees més poblades dels EUA, amb un total, segons el cens de l'any 2000, d'unes 825.875 persones.

## Fills il·lustres
- Joseph Henry (1797-1878) físic conegut per la seva investigació en l'electromagnetisme.
- Richard Warren (1859-1933) compositor, director d'orquestra i organista.

## Demografia
Segons el cens de l'any 2000, hi havia 95.658 habitants a la ciutat . La densitat de població era de 1.727,5 habitants/km². La distribució ètnica era d'un 63,12% de blancs, un 28,14% de negres o afroamericans, un 0,31% de natius americans, un 3,26% d'asiàtics, un 0,04% de polinesis, un 2,15% d'altres races i un 2,98% de dues o més races. El 5,59% de la població era hispana o llatina.
Per edats, el 20,0% es troba per sota dels 18 anys, un 19,3% entre 18 i 24, un 29,2% entre 25 i 44, un 18,1% entre 45 i 64, i el 13,4% té 65 anys o els supera. La mitjana d'edat és de 31 anys. Per cada 100 dones hi ha 90,6 homes. Per cada 100 dones majors de 18 anys, hi ha 86,5 homes.